# Георг Юганссон
Георг Юганссон (швед. Georg Johansson; нар. 23 квітня 1910 — пом. 12 січня 1996) — шведський футболіст, нападник.

## Клубна кар'єра
У 1930—40-х роках на клубному рівні захищав кольори ІК Браге. Спочатку разом з командою виступав у другому дивізіоні шведського чемпіонату, у 1931 році разом з командою фінішував на 2-у місці Другого дивізіону в зоні «Північ» (чемпіоном став «Галльстагаммарс»), а Георг отримав виклик до національної збірної. У 1934 році допоміг команді вийти до Аллсвенскану, незважаючи на нічию (3:3) та поразку (2:3) в матчі плей-оф від ІК Слейпнера. У 1935 році разом з команою понизився в класі, повернутися до еліти шведського футболу разом з командою зумів у 1937 році, коли в плей-оф за право виходу до вищого дивізіону допоміг «Браге» обіграти «Гаммарбю». Останні три роки своєї кар'єри виступав за «Браге» в півзахисті, у сезоні 1940/41 років команда посіла передостаннє місце в Аллсвенскані та понизилася в класі, а Георг вирішив завершити кар'єру гравця.

## Кар'єра в збірній
У футболці національної збірної Швеції дебютував 26 липня 1931 року в переможному (6:0) товариському матчі проти Латвії. У 1934 році Йожеф Надь, тодішній головний тренер збірної Щвеції, викликав Юганссона до складу національної команди для участі в чемпіонаті світу. На турнірі в Італії Георг був резервістом і не зіграв у жодному поєдинку. Вдруге й востаннє у футболці шведської збірної вийшов на поле 19 вересня 1937 рокув програному (2:3) поєдинку Чемпіонату Північної Європи проти Норвегії, в якому на 55-й хвилині відзначився голом.
| Матчі й голи в національній збірній | Матчі й голи в національній збірній | Матчі й голи в національній збірній | Матчі й голи в національній збірній | Матчі й голи в національній збірній | Матчі й голи в національній збірній | Матчі й голи в національній збірній |
| #                                   | Дата                                | Місце                               | Суперник                            | Гол                                 | Змагання                            |                                     |
| ----------------------------------- | ----------------------------------- | ----------------------------------- | ----------------------------------- | ----------------------------------- | ----------------------------------- | ----------------------------------- |
| 1.                                  | 26.07.1931                          | Вестерос                            | Латвія                              |                                     | 0:6                                 | Товариський                         |
| 2.                                  | 19.09.1937                          | Осло                                | Норвегія                            | Гол                                 | 2:3                                 | Чемпіонат Північної Європи          |